# Cophixalus tagulensis
Espèce
Statut de conservation UICN

 DD  : Données insuffisantes
Cophixalus tagulensis est une espèce d'amphibiens de la famille des Microhylidae.

## Répartition
Cette espèce est endémique de l'île de Tagula dans l'archipel des Louisiades en Papouasie-Nouvelle-Guinée. Elle n'est connue que par les trois spécimens collectés en 1956,.

## Étymologie
Son nom d'espèce, composé de tagul[a] et du suffixe latin -ensis, « qui vit dans, qui habite », lui a été donné en référence au lieu de sa découverte, l'île de Tagula.

## Publication originale
- Zweifel, 1963 : New microhylid frogs (Baragenys and Cophixalus) from the Louisiade Archipelago, New Guinea. American Museum novitates, no 2141, p. 1-10 (texte intégral).